# Abdij van Pontigny
De Abdij van Pontigny is een voormalige cisterciënzer abdij gelegen in de gemeente Pontigny in het departement Yonne in Bourgondië, Frankrijk. De Latijnse naam van Pontigny is Pontiniacum.

## Geschiedenis

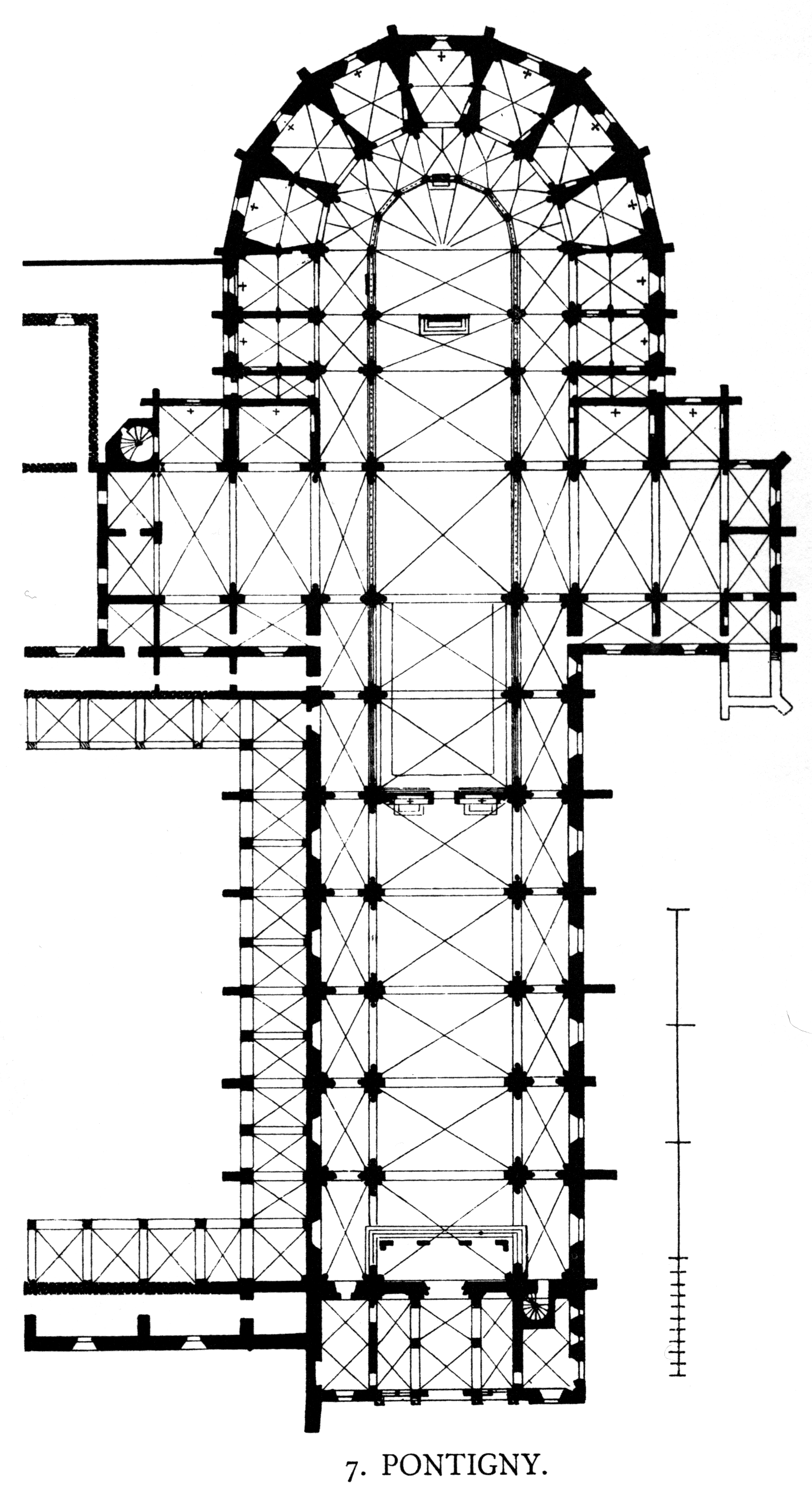
Plattegrond van de kloosterkerk

De abdij werd in 1114 gesticht als tweede dochterklooster van de Abdij van Cîteaux. Ze werd al snel rijk. Er werden door de monniken van Pontigny enkele boerderijen gesticht die onder andere graan en wijn produceerden. Vanuit Pontigny zouden 43 dochterabdijen gesticht worden.
De abdij was een geliefd toevluchtsoord voor vervolgden. Zo verbleef Thomas Becket van 1164 tot 1166 in Pontigny. Hij was hierheen gevlucht vanwege zijn verzet tegen de Engelse koning Hendrik II; abt Guarinus van Gallardon stuurde hem weg in 1166. Stephen Langton verbleef in de abdij van 1208 tot 1213. Edmund Rich, aartsbisschop van Canterbury, verbleef in Pontigny in 1240. Zijn praalgraf bevindt zich in de kloosterkerk.
Tijdens de godsdienstoorlogen had de abdij veel te lijden. In 1560 werden de abdijgebouwen in brand gestoken door de hugenoten. De relieken van de heilige Edmund werden door de monniken in veiligheid gesteld.
In de Franse Revolutie werden bijna alle abdijgebouwen verwoest. De kerk, die gespaard werd vanwege de bedevaartscultus rondom St. Edmund, werd tot parochiekerk gemaakt.
In 1901 werden de gebouwen gekocht door de filosoof Paul Desjardins. Hij stichtte er een cultureel centrum. Elke zomer werd er een filosofische en literaire décade (tiendaagse) gehouden, waarbij belangrijke Europese intellectuelen samenkwamen. Onder andere André Gide, André Malraux, en Gaston Bachelard waren present. Desjardins is begraven op het kerkhof naast de abdijkerk.
Sinds de Tweede Wereldoorlog is er op het abdijterrein een opleidingscentrum voor gehandicapten gevestigd. In 1954 vestigde de Mission de France haar seminarie op het domein, nadat paus Pius XII de parochie van Pontigny als territoriale prelatuur had opgericht. Sindsdien fungeert de voormalige abdijkerk als kathedraal voor de Mission de France en ontleent de beweging er haar canoniek statuut aan.
Bij een hevige storm in de winter van 1999 werden delen van het dak van de kerk afgeblazen.

## Architectuur en kunst
Van de oorspronkelijke kloostergebouwen is bijna niets meer over, behalve de kerk. Deze kruisvormige basiliek is gebouwd in een overgangsstijl tussen de romaanse stijl en de gotiek. Het schip uit de 12e eeuw heeft zeven traveeën is 119 meter lang. Daarmee is de kerk waarschijnlijk de grootste nog bestaande cisterciënzerkerk in Frankrijk.
Het gotische koor heeft drie traveeën en een omgang met kapellenkrans.
In het midden van de kerk bevindt zich een barok koorgestoelte uit de 17e eeuw. Verder bevat de kerk een Mariabeeld uit de 16e eeuw en een orgel uit 1645.
De huidige tombe van de heilige Edmund is een negentiende-eeuws werk.